# 敢愛就來
《敢愛就來》（英語：Love Me If You Dare），2003年上映法國電影。

## 劇情
蘇菲（Sophie）為法國波蘭人，從小備受歧視。她與從小喪母的朱利安（Julien）互為青梅竹馬。他們之間傳著一個旋轉木馬鐵盒，玩著一個「敢不敢？」（Cap ou pas cap?）的遊戲互相試膽。但歷經20餘年的遊戲，卻仍不敢說出心中對彼此的愛意。
直到分別成家多年後，在一次意外後，二人才彼此說出自己的感受。本片最後劇情有二：兩人相擁，並以水泥活埋自己，再也不分開。另為白頭偕老的幻想。

## 演員

### 主角
- 紀堯姆·卡內 - 朱利安·詹维尔
- 瑪莉詠·柯蒂亞 - 苏菲·科瓦尔斯基
- 蒂博·维尔海格 - 8歲朱利安
- 约瑟芬·勒巴斯-若利 - 8歲蘇菲

### 配角
- 埃馬努埃萊·格伦沃尔德 - 朱利安之母
- 杰拉德·沃特金斯 - 朱利安之父
- 吉尔斯·勒卢什 - 谢尔盖·尼莫夫·尼莫维奇
- 朱莉娅·福尔 - 蘇菲之姊
- 莱蒂西娅·威尼斯 - 克里斯泰勒·路易丝·布沙尔
- 艾洛迪·纳瓦拉 - 奥雷莉·米勒
- 娜塔莉·纳蒂尔 - 80歲蘇菲
- 罗伯特·威勒 - 80歲朱利安
- 弗雷德里克·吉尔茨 - 伊戈尔
- 曼努埃拉·桑切斯 - 小學教師
- 菲利普·德雷克 - 小學校長

## 外部連結
- 互联网电影数据库（IMDb）上《Love Me If You Dare》的资料（英文）
- 官方網站 （页面存档备份，存于）